# 阿瑙·布魯蓋斯-達維
阿瑙·布魯蓋斯-達維（Arnau Brugués-Davi，1984年2月16日—）是一位西班牙職業網球運動員。

## 外部連結
- 阿瑙·布魯蓋斯-達維（英文/西班牙文）的官方資料
- 阿瑙·布魯蓋斯-達維的國際網球總會 職業／青少年 官方資料（英文）
- 阿瑙·布魯蓋斯-達維的官方資料（英文）